# Еспен Кнутсен
Еспен Кнутсен (норв. Espen Knutsen; народився 12 січня 1972 у м. Осло, Норвегія) — норвезький хокеїст, центральний нападник. Головний тренер «Волеренга» (Осло).
Вихованець хокейної школи «Волеренга» (Осло). Виступав за «Волеренга» (Осло), «Юргорден» (Стокгольм), «Анагайм Дакс», «Цинциннаті Майті-Дакс» (АХЛ), «Колумбус Блю-Джекетс», «Сірак'юс Кранч» (АХЛ).
У складі національної збірної Норвегії учасник зимових Олімпійських ігор 1994, учасник чемпіонатів світу 1995, 1997 і 2003 (дивізіон I). У складі молодіжної збірної Норвегії учасник чемпіонатів світу 1990 і 1991. У складі юніорської збірної Норвегії учасник чемпіонатів Європи 1989 і 1990.
Чемпіон Норвегії (1991, 1992, 1993). Чемпіон Швеції (2000). Учасник матчу всіх зірок НХЛ (2002).
Після завершення ігрової кар'єри працював асистентом/головним тренером ХК «Волеренга».